# Иванырс (село)
Иванырс — село в Лунинском районе Пензенской области. Административный центр Иванырсинского сельсовета.

## География
Село расположено в северной части Пензенской области, на расстоянии примерно 5 км (по прямой) к юго-востоку от Лунино, административного центра района.
Часовой пояс
Село Иванырс как и вся Пензенская область, находится в часовой зоне МСК (московское время). Смещение применяемого времени относительно UTC составляет +3:00.

## Население
| 1748  | 1782  | 1864  | 1877  | 1897  | 1910  | 1926  |
| ----- | ----- | ----- | ----- | ----- | ----- | ----- |
| 202   | ↗574  | ↗1264 | ↗1503 | ↗1950 | ↗2144 | ↗2457 |
| 1930  | 1959  | 1979  | 1989  | 1996  | 2002  | 2010  |
| ↗2853 | ↘1240 | ↘938  | ↘841  | ↘804  | ↘758  | ↘714  |

Национальный состав
Согласно результатам переписи 2002 года, в национальной структуре населения русские составляли 91 % из 758 чел.

## Известные уроженцы
- Гусев, Дмитрий Васильевич (1845—1894) — христианский писатель, богослов.